# Стерьо Блажев
Стерьо (Щерю, Стерю) Блажев е български революционер, деец на Вътрешната македоно-одринска революционна организация.

## Биография
Роден е в град Крушево, който тогава е в Османската империя. Работи като учител в Крушево. Влиза във ВМОРО и участва активно в подготовката на въстание в началото на 1903 година. Взима участие в Илинденско-Преображенското въстание като санитар. След разгрома на въстанието е избран за секретар на Крушевския околийски революционен комитет. След Младотурската революция в 1908 година, работи като учител в Крушево. През октомври 1910 година по време на обезоръжителната акция е арестуван от младотурските власти, измъчван и осъден на 6 години затвор.